# Ligue maritime et coloniale polonaise
Pour les articles homonymes, voir Ligue maritime et coloniale.

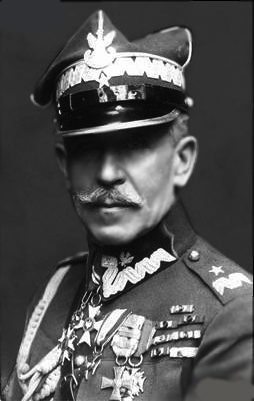
Le général Mariusz Zaruski, figure marquante de l'organisation.

La Ligue maritime et coloniale (en polonais : Liga Morska i Kolonialna) est une organisation polonaise dont les origines remontent à 1918 et connue sous ce nom à partir de 1930.
Elle se donne pour objectif d'éduquer et sensibiliser la nation polonaise sur les questions maritimes. Elle soutient le développement d'une flotte et d'une marine marchande, ainsi que la création de colonies polonaises et de possessions d'outre-mer.
Parmi les pays considérés comme convenant aux colonies polonaises d'outre-mer, se trouvent notamment le Brésil, le Pérou, le Liberia, le Mozambique portugais et les possessions françaises en Afrique, y compris Madagascar. L'organisation jouit d'une grande popularité et en 1939 elle compte environ un million de membres, sur une population totale d'environ 35 millions d’habitants.
Le climat politique polonais de l'entre-deux-guerres comme les difficultés économiques du pays font échouer les projets de la Ligue liés à la colonisation. La ligue elle-même cesse d'ailleurs d'exister en septembre 1939, après l'invasion par l'Allemagne nazie. Reformée en 1944 sous le nom de Ligue maritime (en polonais : Liga Morska), elle est fusionnée à une autre organisation en 1953.
La Ligue maritime est réactivée en décembre 1980. En mars 1999, elle change de nom pour retrouver celui qu'elle avait porté de 1924 à 1930, Ligue maritime et fluviale (en polonais : Liga Morska i Rzeczna). L'organisation contemporaine travaille principalement sur la popularisation des activités nautiques et la prise de conscience sociétale en ce qui concerne la protection de l'environnement fluvial et maritime.

## Histoire

### Origines

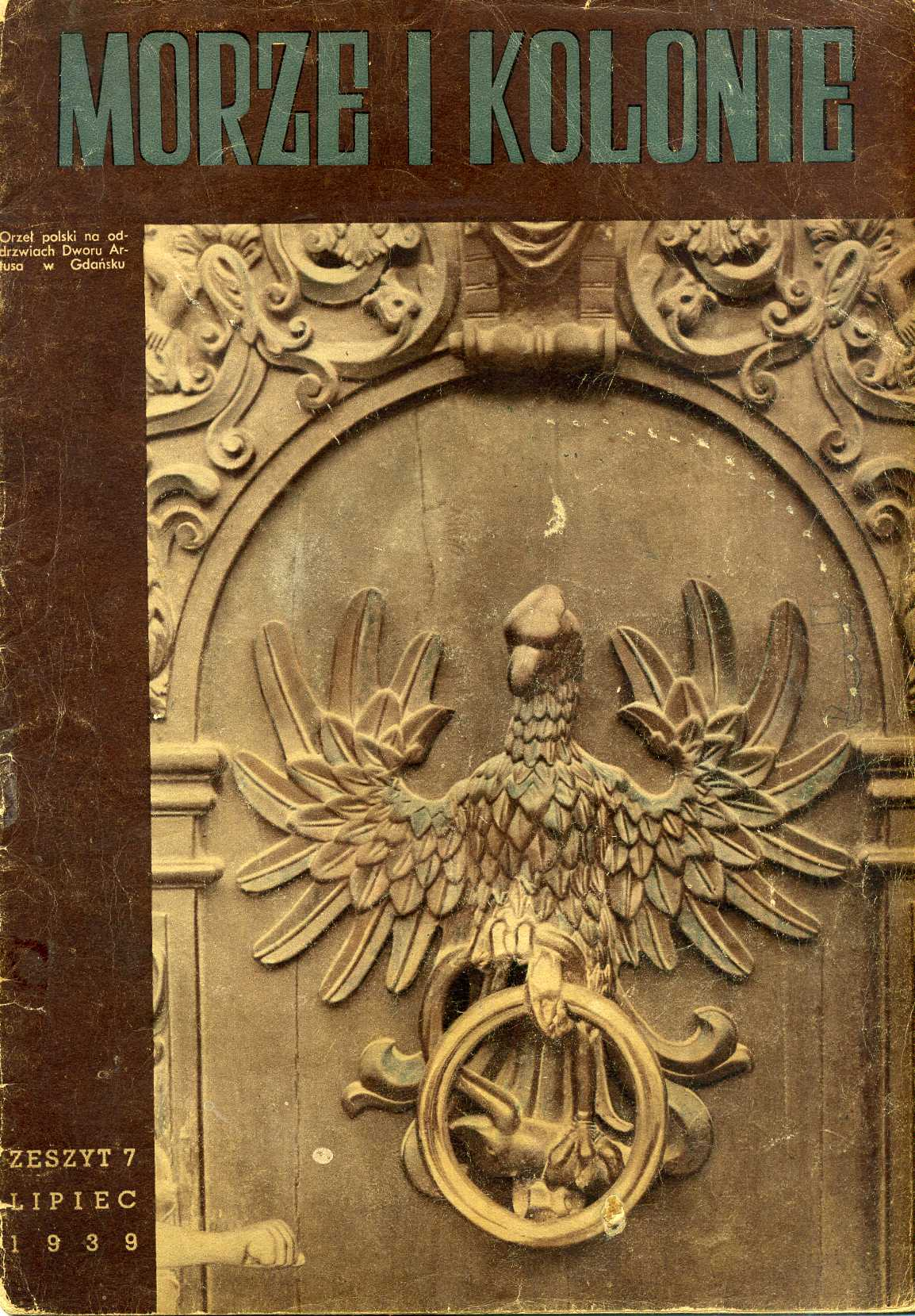
Un numéro de la revue Morze i Kolonie (Mer et Colonies) (1939).

Les origines de la Ligue remontent à l’automne 1918. Alors que la Deuxième République vient de naître, le 1er octobre 1918, un groupe de vingt-cinq jeunes hommes fonde Le Drapeau polonais (en polonais : Polska Bandera), une organisation qui vise à populariser la mer et les activités maritimes parmi les jeunes Polonais.
L'organisation, soutenue par plusieurs politiciens influents, grandit rapidement et devient en mai 1919 la Ligue polonais de la navigation (en polonais : Liga Żeglugi Polskiej). En 1924, l'organisation devient la Ligue maritime et fluviale (en polonais : Liga Morska i Rzeczna). À la fin de 1925, l’organisation publie son premier magazine mensuel La Mer (Morze). En 1939, le nom de la revue change pour Affaires maritimes et coloniales.
Les premières demandes de colonies polonaises sont émises lors de la première convention de la Ligue à Katowice en octobre 1928. Deux ans plus tard, lors de la troisième convention, à Gdynia, l'organisation modifie son statut et devient alors la Ligue maritime et coloniale.

### Objectifs
Selon les statuts de La Ligue maritime et coloniale adoptés le 17 octobre 1930, il s'agit d'une « organisation apolitique au sein de laquelle les Polonais se rassemblent, quelles que soient leurs convictions politiques, leurs occupations, leurs positions sociales et leur lieu de résidence dans le pays et hors de Pologne ». Les points suivants étant très importants dans le programme Ligue : utilisation de la ceinture maritime reçue par la Pologne à l'issue du traité de Versailles, ancrage du pays à la mer Baltique par le prolongeant des voies navigables, ainsi que l'acquisition des zones d’émigration à l’étranger et l’établissement des relations économiques appropriées avec elles. La mise en œuvre de ces points vise à « reconstruire la société et une faire une propagande efficace en faveur du développement optimal de la superpuissance polonaise ». Ainsi, dans les années 1930, la Ligue tente de développer des colonies de peuplement polonaises dans des territoires d'outre-mer ou d'acquérir de nouvelles zones, par exemple à Madagascar, au Paraná brésilien ou au Liberia,.

### Ambitions coloniales

#### Brésil

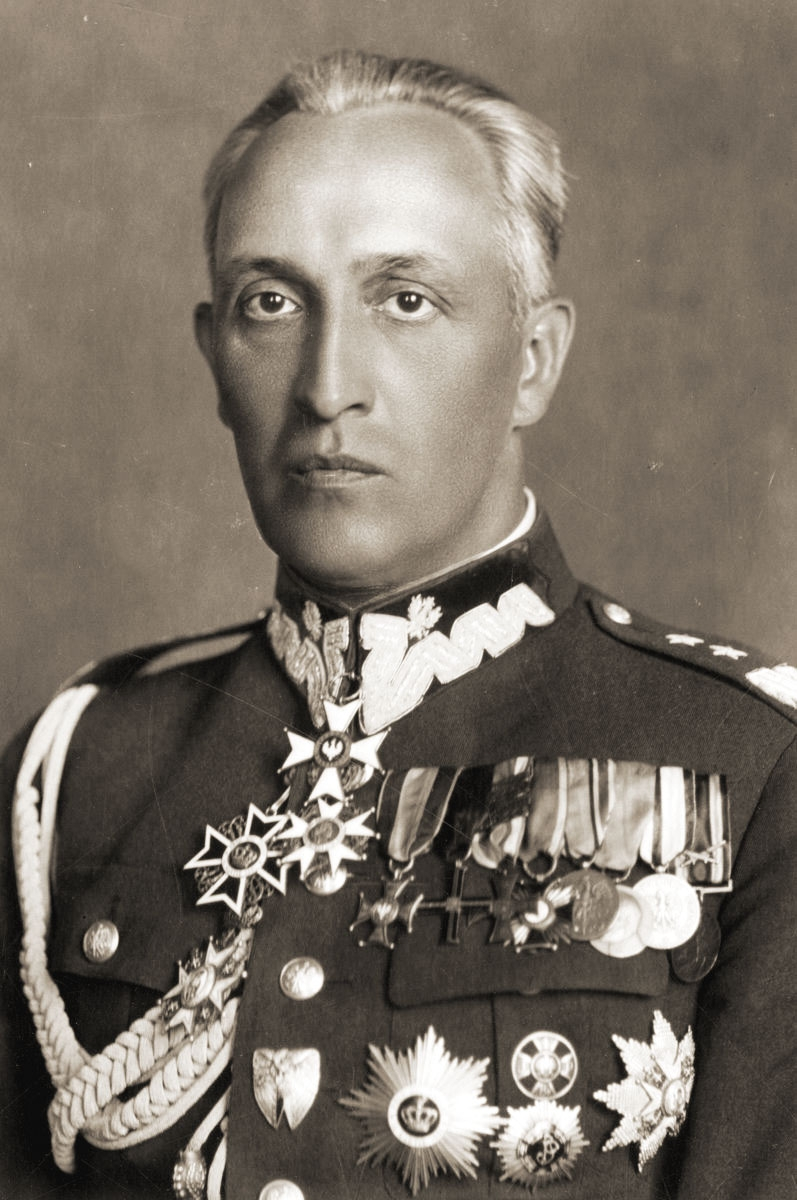
Le général Gustaw Orlicz-Dreszer.

En 1930, 135 familles polonaises partent pour l’État d'Espírito Santo au Brésil. En juin 1934 alors que le projet commence à prendre sa forme finale, la Ligue envoie sur place son représentant, le général retraité Stefan Strzemieński (en), qui envisage l'achat de 2 millions d’hectares de terre à l’État brésilien du Paraná dont une partie de la population (environ 100 000 habitants), est déjà polonaise à la suite de l'émigration massive de Polonais de Galicie au XIXe siècle. Un accord est donc signé entre le général et le gouvernement de l'État, qui accepte de céder les aux Polonais en échange de la construction d'une ligne de chemin de fer de 140 kilomètres entre Riozinho et Guarapuava.
Les Polonais achètent seulement néanmoins 7 000 hectares afin d’y créer un premier établissement appelée Morska Wola. Les premiers colons partent an août 1935 pour le Brésil, soit environ 350 personnes. Un autre achat de 2000 hectares supplémentaires est envisagé afin de fonder une autre colonie, Orlicz-Dreszer, afin de rendre hommage à l'ancien dirigeant de la Ligue Gustaw Orlicz-Dreszer (en), décédé dans un crash d’avion à Gdynia en 1936.
Malgré le succès initial, les activités polonaises dans le Paraná et surtout les agissements de Strzemieński, qui agit sans l'appui de l'État polonais, conduisent à des critiques brésiliennes. À Curitiba, le quotidien local Correio do Parana sonne l’alarme : selon les journalistes la Pologne envisage de conquérir quelques États brésiliens (Paraná, Santa Catarina et Rio Grande do Sul) pour y établir une colonie dépendant de Varsovie. Des manifestations anti-polonaises ont lieu à Curitiba. Les journaux polonais décrivent les événements survenus dans le lointain Brésil sur un ton moqueur.
Peu de temps après, le gouvernement brésilien de Getúlio Vargas commence à limiter l'immigration polonaise. Les Polonais eux-mêmes, découragés par les évènements ne souhaitaient plus s'établir au Brésil. En 1938, le projet de colonisation de Brésil est annulé.

##### Morska Wola

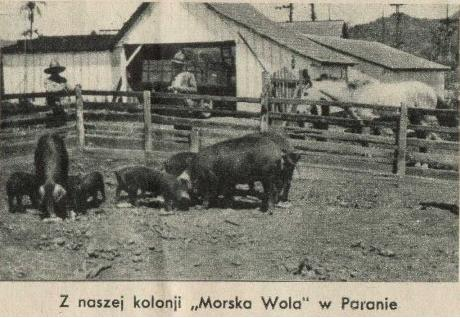
Vue de Morska Wola.

Morska Wola est une colonie polonaise fondée par la Ligue maritime et coloniale en 1934 dans l’État brésilien du Paraná. La Ligue, qui achète des terres aux tribus indiennes locales mène alors une vaste campagne de promotion en Pologne, dans le but d'attirer des colons.
Morska Wola est divisée en 286 parcelles de 25 hectares chacune et 62 parcelles municipales de 100 × 60 mètres. Dans la première moitié des années 1930, le coût d'installation d'une famille s'élève à la hauteur de 3 000 zlotys polonais, dont plus de 2 sont utilisés pour financer le transport. Les premiers colons quittent la Pologne en août 1935. En 1937, 75 familles, soit environ 350 personnes, y vivent ce qui équivaut à environ 50% de sa population maximale prévue.
L'idée est abandonnée en 1938, lorsqu'il devient évident que les Polonais souhaitant s'établir en Amérique du Sud préféraient l'Argentine ou le Paraguay.
Le navire polonais MS Morska Wola (en) tire son nom de cette éphémère colonie brésilienne. Il navigue sur les lignes maritimes de Gdynia en Amérique du Sud avant de servir dans les convois atlantiques pendant la Seconde Guerre mondiale. Il est retiré du service et détruit en 1959.

#### Liberia
La Pologne s’intéresse au Liberia, seul État indépendant d'Afrique subsaharienne avec l'Éthiopie, dès le début des années trente. À l’époque la République est menacée de devenir un pays mandataire de la Société des Nations à la suite d'accusation d'esclavage portée contre ses dirigeants. La Pologne est d’ailleurs profondément impliquée dans ces accusations : c’est elle qui reçoit la responsabilité de rédiger les rapports sur la situation au Liberia.
Le pays, qui a donc tout intérêt à maintenir de bonnes relations diplomatiques avec la Pologne, envoie à l’automne 1933 Leo Sajous comme représentant non officiel dans la capitale polonaise. Ce dernier a pour l’objectif de demander à la Ligue de jouer un rôle de premier plan dans la promotion des liens économiques et culturels directs entre Monrovia et Varsovie. Le gouvernement polonais participe activement aux échanges par le biais du ministre du Commerce et de l'Industrie, Ferdynand Zarzycki, qui est initialement nommé pour diriger les pourparlers avec Liberia. Finalement ce sont les représentants de la Ligue qui sont autorisés à négocier avec le gouvernement de Monrovia.
De plus, la visite de Sajous contribue à l’envoi d’une délégation polonaise conduite par l'écrivain et voyageur Janusz Makarczyk (pl), qui se rend en Afrique de l'Ouest, notamment au Togo et en Sierra Leone, au printemps 1934. Le 28 avril, le président de la Ligue maritime et coloniale, le général Gustaw Orlicz-Dreszer, ainsi que Makarczyk lui-même, signent un accord préliminaire concernant un « traité d'amitié » bilatéral avec la République libérienne. De l’autre côté c’est Clarence Lorenzo Simpson qui signe le document au nom du président libérien Edwin Barclay.
La coopération entre les deux pays possède dès le début un fort caractère semi-colonial qui favorise ouvertement la partie polonaise. Le Liberia se voit obligé d'assurer les frais d’envoi de ses hommes en Pologne, ainsi que couvrir le coût de l’éducation de ceux-ci sur place, ce qui pourrait potentiellement servir à créer une élite intellectuelle favorable à la politique « coloniale » de la Pologne. Le fait qu’une organisation crée indépendamment de son propre gouvernement des liens avec le gouvernement d’un pays indépendant est très original pour l'époque. La Pologne obtient la clause de la nation la plus favorisée ce qui facilite l'achat des terres agricoles et de matières premières au Liberia.
Selon un récit ultérieur de Makarczyk, le traité devait également inclure une clause secrète permettant à la Ligue de recruter jusqu'à 100 000 Libériens dans l'armée polonaise en cas de guerre. Aucune trace de cette clause secrète n'a cependant été trouvée dans les archives. Un consulat polonais est également établi dans la capitale libérienne.
En décembre 1934, un groupe de pionniers polonais embarque à Gdynia à bord du SS Poznań en direction de Monrovia. Le Poznań' vend également des produits polonais au Liberia, parmi lesquels on trouve notamment des pots de chambre émaillés. Les fermes polonaises s'établissent rapidement au Liberia mais ne génèrent pas de gros bénéfices en raison du manque d’investissements en provenance de Pologne.
Au fur et à mesure des actions de la Ligue, le Liberia se voit de plus en plus en difficulté, face aux articles de la presse polonaise qui le qualifiaient pratiquement d’une colonie polonaise. En outre, la presse américaine lance également une campagne anti-polonaise, peut-être poussée à l’action par la grande société américaine Firestone qui a des intérêts au Liberia.
En 1938, la Ligue est forcée de se retirer du Liberia.

#### Madagascar

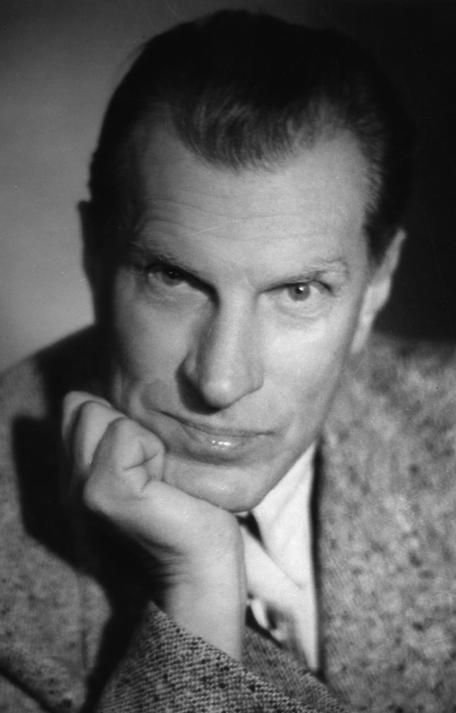
Arkady Fiedler.

La Pologne montre un intérêt particulier pour Madagascar, utilisant le précédant historique de l'aventurier polonais du XVIIIe siècle Maurice Beniowski (1746-1786), qui y passe quelques années et se voit même choisi comme souverain par certains de ses habitants.
L'intérêt de la Pologne pour Madagascar est davantage alimenté par la visite de l'écrivain polonais Arkady Fiedler en 1937 dans la ville malgache d'Ambinanitelo, où il vit pendant plusieurs mois. Auteur très populaire de récit de voyage, il avait été associé à une expédition gouvernementale chargée d'étudier la viabilité d'Ankanazina, au centre de l'île, pour développer un établissement agricole polonais.
L'ouvrage qui raconte son séjour sur l'île, Jutro na Madagascar ! (Demain vers Madagascar !), publié en 1939, obtient un grand succès. Cependant, Madagascar étant une colonie française, ce succès se révèle sans lendemains.

### La Ligue et la question juive
Lors de l'indépendance de la Pologne à l'issue de la Première Guerre mondiale, le gouvernement soutient les projets sionistes d'installation de Juifs en Palestine. En accord avec le gouvernement britannique, le gouvernement de la République de Pologne subventionne la ligne maritime Constanta-Haïfa et crée une liaison aérienne directe avec Tel-Aviv. Les restrictions à l’établissement de la population juive en Palestine imposées par le Royaume-Uni, ainsi que la nouvelle politique d'immigration adoptée par les États-Unis, obligent le gouvernement polonais à rechercher un autre endroit pour les colons juifs.
Dans les années 1930, l'idée d'installation de Juifs à Madagascar, défendue par les antisémites britanniques tels que Henry Hamilton Beamish (en) ou Arnold Leese, trouve un certain écho en Pologne. En 1936, un article de Heinrich Tegtmeyer (de) dans le Deutsche Allgemeine Zeitung exige l'octroi de Madagascar à la Pologne afin qu'elle puisse y installer les millions de Juifs européens. En mai 1936, lors d'une conférence de ministère des Affaires étrangères, Józef Beck informe que la France se montre favorable au projet d'envoi d'émigrants juifs en Guyane, en Nouvelle-Calédonie et à Madagascar. Le 2 octobre 1936, le ministre Józef Beck s'entretient à Genève avec Nahum Goldmann, représentant du Congrès juif mondial à la Société des Nations. Le 5 octobre 1936, la réunion de la commission économique de la Société des Nations est consacrée à la question.
Le 27 mars 1937, l'envoyé de Beck, Feliks Frankowski (pl), discute de Madagascar avec le ministère des Affaires étrangères français, Paul Bargeton, qui lui aurait confirmé la volonté de la France de transformer Madagascar en condominium franco-polonais. À cette époque, une commission judéo-polonaise est également mise en place, présidée par le major Mieczysław Lepecki. Le comité comprend le major Lepecki lui-même, l'ingénieur agronome juif installé à Tel-Aviv Salomon Dyk, ainsi que Leon Alter, directeur de Jeas, la Société d'émigration juive de Varsovie Après s'être entretenue avec le ministre français des Colonies, Marius Moutet, la Commission se rend à Madagascar où elle reste pendant 10 semaines afin d'évaluer les conditions à Madagascar et les termes d’un possible peuplement. La Commission judéo-polonaise rend un avis positif sur la colonisation juive dans la région.
Après les événements de la nuit de Cristal (9-10 novembre 1938), le Troisième Reich commence à s'intéresser lui aussi au Madagascar. Georges Bonnet, le ministre des Affaires étrangères français, propose à Joachim von Ribbentrop le rachat de l’île. Ces projets sont abandonnés le 1er septembre 1939 lorsque l'Allemagne et l'URSS envahissent la Pologne, déclenchant la Seconde Guerre mondiale.

### Après-guerre
La Ligue cesse d'exister en septembre 1939 lors du déclenchement de l'agression allemande. Après la Seconde Guerre mondiale, le nouveau gouvernement communiste ne s'intéresse plus au colonialisme. Une Ligue maritime est cependant relancée le 20 octobre 1944 à Lublin, avec des membres de l'ancienne ligue. En 1946, par ordonnance du Conseil des ministres, la Ligue est reconnu comme Association d'utilité publique supérieure (pl). À partir d'avril 1950, l'Association polonaise de l'Est (pl) intègre la Ligue. Le 10 mai 1953, la Ligue maritime est liquidée par intégration dans la Ligue des amis des soldats (pl).
La Ligue est réactivée en décembre 1980, lors du Deuxième Congrès de la Culture Maritime qui se tient à Gdańsk (les 6 et 7 décembre 1980) sous le nom de Ligue maritime. À partir de mars 1999, après un changement de nom, elle redevient la Ligue maritime et fluviale. La Ligue compte alors seulement six mille membres.

### La Ligue aujourd'hui

#### Objectifs de la Ligue
Selon ses statuts officiels, les objectifs de la Ligue sont de :
- Développer sans cesse la conscience maritime de la société polonaise comme l’un des fondements de la création nationale ;
- Faire comprendre, en particulier aux jeunes, le rôle et l'importance de la gestion de l'eau, de la protection de l'environnement et du tourisme fluvial ;
- Agir pour le développement de la culture maritime, y compris à travers l'art et la littérature marins ;
- Perpétuer les traditions de la marine polonaise, du commerce polonais ainsi que les traditions fluviales afin de renforcer l'attitude patriotique de la société et garantir le développement économique fondé sur les valeurs de la mer et des fleuves
- Diffuser des connaissances sur la Pologne et ses réalisations en matière d'économie maritime, de tourisme et de sports nautiques dans les communautés polonaises à l'étranger
- Maintenir les traditions nationales, entretenir la politesse et développer la conscience nationale, civique et culturelle ;
- Entreprendre des activités d'ordre et de sécurité et lutter contre les « pathologies sociales » ;
- Promouvoir les actions visant à renforcer la défense de la société polonaise.

#### Les activités de la Ligue
Aujourd'hui les activités de la Ligue se concentrent principalement autour des commémorations liés aux mondes maritime, militaire et fluvial.
Elle participe également à la vulgarisation des sports nautiques au sein de la société, notamment à travers des événements et des camps d’été qu’elle organise.
Un orchestre formé des membres popularise avec succès de la musique patriotique.

### Le souvenir de la Ligue
Le 12 décembre 2018, le Sénat polonais décide de nommer l’année 2019 Année de la Ligue maritime et fluviale (en polonais : Rokiem Ligi Morskiej i Rzecznej).

## Organisation

### Structure
Les statuts de la Ligue maritime et coloniale de 1930, qui reprennent ceux des incarnations antérieures de l'organisation, stipulent que celle-ci fonctionne de manière hiérarchisée avec une autorité centrale chapeautant des districts (composés d'une ou plusieurs voïvodies) et des branches plus locales.
En 1933, un nouveau niveau d'organisation est introduit : un circuit destiné à gérer les activités des branches de la Ligue dans les villes, les powiats seuls ou un regroupement des quelques powiats. La création des circuits participe à l’adaptation de la structure organisationnelle de la Ligue au nouveau découpage administratif de la Pologne.
Aujourd’hui encore, la Ligue fonctionne selon un découpage en districts, circuits et branches.

### Dirigeants
Ligue Maritime et Fluviale
- Vice-amiral Kazimierz Porębski (1918–1922)
- Julian Rummel (pl) (1922–1924)
- Edmund Krzyżanowski (pl) (1924–1928)
- Kazimierz Głuchowski (d) (1928–1929)
- Lieutenant-colonel Michał Wyrostek (pl) (1929–1930)

Ligue Maritime et Coloniale
- Général Gustaw Orlicz-Dreszer (pl) (1930–1936)
- Général Stanisław Kwaśniewski (pl) (1936–1939)

Ligue Maritime
- Szymon Żołna-Manugiewicz (pl) (1944–1946)
- Edmund Kawecki (pl) (1945)
- Lieutenant-colonel Stanisław Kiryluk (pl) (1946–1947)
- Stefan Szudziński (pl) (1947–1948)
- Adam Mohuczy (pl)1947–1948
- Józef Salcewicz (pl) (1948–1950)
- Général Mieczysław Wągrowski (pl) (1950–1953)
Intégration dans la Ligue des Amis de Soldats (pl) en 1953 ; recréation indépendante en 1980.
- Przemysław Smolarek (pl)(1981–1982)
- Capitaine de vaisseau (France) Henryk Pietraszkiewicz (pl) (1982–1986)
- Adam Nowotnik (pl) (1986–1990)
- Bronisław Komorowski (1990–1999)

Ligue Maritime et Fluviale
- Bronisław Komorowski (1999–2007)
- kpt ż.w. dr Andrzej Królikowski (pl) (2007 - )

### Membres notables de la Ligue Maritime et Coloniale de 1930 à 1939
| Portrait | Nom                        | Dates     | Activité                        | Portrait | Nom                         | Dates     | Activité                    |
| -------- | -------------------------- | --------- | ------------------------------- | -------- | --------------------------- | --------- | --------------------------- |
|          | Leon Barucki (pl)          | 1883-1955 | enseignant et activiste         |          | Czesław Chmielewski (pl)    | 1887-1939 | avocat, activiste           |
|          | Zygmunt Cšadek (pl)        | 1895-1979 | lieutenant de l'armée           |          | Marian Cynarski (pl)        | 1880-1927 | juge, homme politique       |
|          | Jan Dębski (pl)            | 1889-1976 | chimiste, activiste, enseignant |          | Jan Dostych (pl)            | 1894-1963 | enseignant, homme politique |
|          | Michał Drwięga (pl)        | 1886-1978 | juge, avocat, notaire           |          | Maksymilian Fingerchut (pl) | 1891-1955 | ingénieur minier, géologue  |
|          | Aleksander Freyd (pl)      | 1897-1940 | médecin                         |          | Stanisław Fried (pl)        | 1888-1942 | avocat, juge                |
|          | Roman Górecki (pl)         | 1889-1946 | général de l'armée, banquier    |          | Wincenty Inglot (pl)        | 1889-1960 | marchand, activisite        |
|          | Stefan Iwanowski (pl)      | 1890-1954 | lieutenant de l'armée           |          | Bolesław Keim (pl)          | 1880-?    | enseignant                  |
|          | Edmund Kłopotowski (pl)    | 1888-1936 | économiste, activiste           |          | Jan Lewandowski (pl)        | 1885-1960 | lieutenant, homme politique |
|          | Zdzisław Maćkowski (pl)    | 1895-1941 | lieutenant, activiste           |          | Tadeusz Malawski (pl)       | 1875-1944 | juge, avocat, procureur     |
|          | Jan Niemierski (pl)        | 1886-1941 | lieutenant de l'armée           |          | Gustaw Orlicz-Dreszer (pl)  | 1889-1936 | général de l'armée          |
|          | Józef Piechota (pl)        | 1890-1936 | enseignant, economiste          |          | Michał Pieszko (pl)         | 1890-1962 | enseignant, historien       |
|          | Tomasz Piskorski (pl)      | 1898-1940 | avocat, scout                   |          | Danuta Przystasz (pl)       | 1920 -    | avocat, major de l'armée    |
|          | Adam Remiszewski (pl)      | 1889-1940 | staroste                        |          | Oskar Schmidt (pl)          | 1902-1976 | chimiste, inventeur         |
|          | Bolesław Skwarczyński (pl) | 1885-1967 | juriste                         |          | Stefan Strzemieński (pl)    | 1885-1955 | général de l'armée          |
|          | Franciszek Sudoł (pl)      | 1892-1940 | lieutenant de l'armée           |          | Antoni Szemelowski (pl)     | 1889-1948 | enseignant                  |
|          | Leonard Tucker (pl)        | 1879-?    | lieutenant-colonel              |          | Kazimierz Tumidajski (pl)   | 1897-1949 | lieutenant de l'armée       |
|          | Mariusz Zaruski (pl)       | 1867-1941 | général de l'armée              |          |                             |           |                             |

#### Monographies
- (en) Maurice Benyowski (trad. William Nicholson), The Memoirs and Travels of Mauritius August Count de Benyowsky, Magnate of the Kingdom of Hungary and Poland. One of the Chiefs of the Confederation of Poland. Consisting of his Military Operations in Poland, his Exile into Kamchatka, his Escape and Voyage from that Peninsula through the Northern Pacific Ocean, Touching at Japan and Formosa, to Canton in China, with an Account of the French Settlement, he was Appointed to Form upon the Island of Madagascar. Written by Himself., Dublin, 1790.
- (pl) G. Orlicz-Dreszer, Statut Ligii Morskiej i Kolonialniej, Varsovie, 1932.
- (pl) Mieczysław Lepecki, Madagaskar : kraj, ludzie, kolonizacja,, Varsovie, 1938.
- (pl) Tadeusz Bialas, Liga Morska i Kolonialna, 1930-1939, Gdańsk, Wydawnictwo Morskie, 1983.
- (en) Joseph Marcus, Social and political history of the Jews in Poland, 1919-1939, Walter de Gruyter, 1983
- (pl) Mieczysław Bohdan, Maurycy August hr. Beniowski : zdobywca Madagaskaru,, Ludowa Spółdzielnia Wydawnicza, 1986
- (pl) Marek Rezler, Sylwetki zasłużonych poznaniaków. : Biogramy historyczne, Koziołki Poznańskie, 1994
- (en) Christopher R. Browning, The Path to Genocide: : Essays on Launching the Final Solution. Cambridge, Cambridge University Press, 1995
- (en) G. Deschner, Reinhard Heydrich : namiestnik władzy totalitarnej, Bellona, 2000
- (pl) Władysław Pobóg-Malinowski, Najnowsza historia polityczna Polski, Graf-Punkt, 2004
- (pl) Edward Gigilewicz, Madagaskar projekt, : Encyklopedia „Białych Plam”, Polskie Wydawnictwo Encyklopedyczne, 2005.
- (en) Paul N. Hehn, A low dishonest decade : the great powers, Eastern Europe, and the economic origins of World War II, 1930-1941, Continuum International Publishing Group, 2005.
- (pl) A. Nadolska-Styczyńska, Ludy zamorskich lądów: : kultury pozaeuropejskie a działalność popularyzatorska Ligi Morskiej i Kolonialnej, PTL, 2005.
- (pl) Jean-Baptiste Duroselle (dir.), Historia powszechna. : Od II wojny światowej do wojny o niepodległość Wietnamu, Agora, 2008.
- (pl) Marek Arpad Kowalski, Dyskurs kolonialny w Drugiej Rzeczpospolitej, Instytut Etnologii i Antropologii Kulturowej Uniwersytetu Warszawskiego, 2010.
- (pl) Józef Wąsiewski, Dzieje polskich lig morskich 1918-2010, Liga Morska i Rzeczna, 2010.

#### Chapitres et articles
- (en) Taras Hunczak, « Polish Colonial Ambitions in the Inter-War Period », Slavic Review, vol. 26, no 4,‎ décembre 1967, p. 648-656 (lire en ligne).
- (pl) Anna Kicinger, « Polityka Migracyjna II Rzeczpospolitej », CEFMR Working Paper, no 4,‎ 2005.
- (pl) Marek Arpad Kowalski, « Wojna Brazylisko-Polska », Opcja na prawo, no 5,‎ 2006.
- (pl) Pawel Fiktus, « Liberia In Polish colonial doctrine », Visnyk of the Lviv University. Series Law, no 47,‎ 2008.
- (pl) Pawel Fiktus, « Liga Morska i Kolonialna wobec kwestii żydowskiej w latach 1938–1939 », Imponderabilia, no 1,‎ 2011 (lire en ligne).